# إسماعيل يس طرزان (فلم)
إسماعيل يس طرزان هو فيلم مصري تم إنتاجه عام 1958، من إخراج نيازي مصطفى و بطولة إسماعيل يس و فيروز و عبد السلام النابلسي.
قصة الفيلم مأخوذة من الفيلم الإيطالي توتو طرزان المنتج عام 1950.

## تمثيل
- إسماعيل يس
- فيروز
- عبد السلام النابلسي
- حسن فايق
- إستيفان روستي
- ميمي شكيب
- زينات صدقي
- ليلى حمدي

## أغاني
- ألف باء، تأليف فتحي قورة
- دق قلبى، تأليف فتحي قورة
- إظهر وبان، تأليف فتحي قورة
- قفز الهوا، تأليف محمود الكمشوشي

## روابط خارجية
- مقالات تستعمل روابط فنية بلا صلة مع ويكي بيانات